# San Giuseppe Jato
San Giuseppe Jato er en italiensk by (og kommune) i regionen Sicilien i Italien, med omkring 8.055(2023) indbyggere.  